# Glaisher–Kinkelins konstant
Glaisher–Kinkelins konstant är en matematisk konstant som förekommer i ett antal oändliga produkter och integraler relaterade till flera speciella funktioner. Den är uppkallad efter matematikerna James Whitbread Lee Glaisher och Hermann Kinkelin.
Glaisher–Kinkelins konstant kan definieras som
{\displaystyle A=\lim _{n\rightarrow \infty }{\frac {K(n+1)}{n^{n^{2}/2+n/2+1/12}e^{-n^{2}/4}}}}
där{\displaystyle K(n)=\prod _{k=1}^{n-1}k^{k}} är K-funktionen. En ekvivalent definition är
{\displaystyle A=\lim _{n\rightarrow \infty }{\frac {(2\pi )^{n/2}n^{n^{2}/2-1/12}e^{-3n^{2}/4+1/12}}{G(n+1)}}}
där {\displaystyle G(n)=\prod _{k=1}^{n-2}k!={\frac {\left[\Gamma (n)\right]^{n-1}}{K(n)}}} är Barnes G-funktion.
Dess approximativa värde är
{\displaystyle A\approx 1.2824271291\dots }.
Glaisher-Kinkelins konstant förekommer även i specifika värden av Riemanns zetafunktion:
{\displaystyle \zeta ^{\prime }(-1)={\frac {1}{12}}-\ln A}
{\displaystyle \sum _{k=2}^{\infty }{\frac {\ln k}{k^{2}}}=-\zeta ^{\prime }(2)={\frac {\pi ^{2}}{6}}\left[12\ln A-\gamma -\ln(2\pi )\right]}
där {\displaystyle \gamma } är Eulers konstant. Några integraler innehållande den är
{\displaystyle \int _{0}^{1/2}\ln \Gamma (x)dx={\frac {3}{2}}\ln A+{\frac {5}{24}}\ln 2+{\frac {1}{4}}\ln \pi }
{\displaystyle \int _{0}^{\infty }{\frac {x\ln x}{e^{2\pi x}-1}}dx={\frac {1}{2}}\zeta ^{\prime }(-1)={\frac {1}{24}}-{\frac {1}{2}}\ln A}
En oändlig serie för den är
{\displaystyle \ln A={\frac {1}{8}}-{\frac {1}{2}}\sum _{n=0}^{\infty }{\frac {1}{n+1}}\sum _{k=0}^{n}\left(-1\right)^{k}{\binom {n}{k}}\left(k+1\right)^{2}\ln(k+1)}.